# 温蒂·卡洛斯
温迪·卡洛斯（英語：Wendy Carlos，1939年11月14日—），舊名沃尔特·卡洛斯（英語：Walter Carlos），是一名美国音乐家、作曲家，以其电子音乐作品著名于世。她是一名跨性别女性，出生于美国罗德岛州波塔基特市。就读于布朗大学，她的研究方向在音乐与物理交叉学科。她获哥伦比亚大学音乐作曲方向硕士学位。是世界著名的作曲家、电子音乐先驱及大师级人物，也是电子合成器的主要革新者和推广者之一。主要工作及成就集中于电子音乐创作和电影配乐创作等方面，并在电声技术创新和理论研究方面做出突出贡献。代表作品包括《Switched-on Bach》、《Beauty in the Beast》以及《A Clockwork Orange》、《The Shining》等电影的配乐。同时她在日食摄影、天文学、视觉艺术、地图制作等方面也有所涉猎。

## 生平
温蒂·卡洛斯出生于1939年11月14日，6岁开始学习钢琴，曾在10岁时创作《竖笛、手风琴、钢琴三重奏》，并展现出在绘画和科学方面的天赋，她14岁获得Westinghouse Science Fair奖学金。温蒂1962年在布朗大学获得音乐物理学士学位，4年后在哥伦比亚大学获得作曲硕士学位。正是在哥大，温蒂在电子乐先锋弗拉基米尔·乌萨切夫斯基（Vladimir Ussachevsky）的引导下走上了电子音乐创作的道路，进入美国第一所电子音乐研究中心——著名的哥伦比亚-普林斯顿电声中心工作。
毕业后的温蒂选择留在纽约，以一位录音工程师的身份结识穆格合成器的发明者罗伯特·穆格（Robert Moog），并开始使用和改进这一合成器。1966年到1978年的12年中，温蒂与蕾切尔·埃尔金得（Rachel Elkind）保持良好合作，她们在纽约拥有自己的工作室，有趣的是温蒂为了保障录音设别的灵敏度，工作室中的设备都被放在法拉第笼中。在此期间，蕾切尔作为制作人与温蒂创作了《Switch-On Bach》等一系列具有影响力的作品。
此后的二三十年中，温迪卡洛斯的人生从来没有离开过电子音乐。她的主要精力都投入到了电子音乐创作和电音技术发展之中。
创作方面从早期的复制经典过渡到自我创作，温蒂为许多电影配乐，并利用电音的独特魅力营造宇宙空间等奇幻场景。温蒂也是第一个使用录音合成混音制作乐曲来表达自然、四季等景象的作曲家，也是最初尝试将人声与电音相结合的先驱者之一。温蒂的作品的创作灵感以来源于她的其他兴趣爱好，例如日食拍摄和颜色视觉等主题。
温蒂对于电子音乐技术的发展同样做出了杰出贡献。从最早改进穆格合成器，甚至让其发明者叹为观止，到80年代开始使用交流点刻度调节技术，再到开始使用苹果电脑，运用MIDI和SMPTE技术，温蒂一直走在时代的前列，推动着电音技术走向新的领域。92到95年间，她和拉里（Larry Fast）合作改进了数字环绕立体声技术，这一新技术后来在电影配乐方面大方光彩。随着技术的发展，温蒂开始利用它们对自己原有作品进行改进和重铸，90年代初的一些作品可以清晰地向听众展现25年来技术的发展与进步，到90年代中后期，温蒂开始将其作品数字化，高品质20比特CD技术的使用保证了声音的完美品质。此后温蒂还对WurliTzer II等当时先进的电子合成设备做出改进和提出新的演奏技术。进入新世纪，卡洛斯依然没有停止对技术的探索，她发表论文，参加各种音频技术会议，她也是许多音频技术协会的成员。2005年4月，为了表彰温蒂·卡洛斯自上世纪六十年代起在电音界的创造性工作，美国电音协会（Society of Electro Acoustic Music in the United States）授予她SEAMUS 2005终身成就奖。
接受变性手术也是温蒂精彩人生中不可或缺的一部分。只是这一话题涉及到她的私隐，温蒂从来不愿过多谈起，只有一篇发表在79年《花花公子》杂志上的专访可以做参考。温蒂自己说她在5、6岁时就有了想要成为女孩的念头。大学期间她开始了解相关信息并接受荷尔蒙治疗，然后在1972年，成功的接受了变性手术，从此沃尔特变成了温蒂。

## 主要工作及作品简介
温蒂卡洛斯的第一部商业作品是《Moog 900 Series – Electronic Music Systems》，具体来说它并不是一部唱片，而是关于穆格电子琴功能的介绍。卡洛斯的作品可以大致分为两类：经典曲目的重新演绎和自己创作的音乐作品。
卡洛斯前期的作品以经典曲目的重新演绎为主，包括：《Switched-On Bach(1968)》、《The Well-Tempered Synthesizer(1969)》、《Switched-On Bach II(1973)》《Switched-On Brandenburgs(1979) 》。
其中《Switched-On Bach》最为著名，无论从销量还是口碑，这张唱片都在当时取得了巨大的成功，被称为史上最优秀的合成音乐唱片之一，它使人们对合成音乐的看法发生的彻底的改变，也是温蒂卡洛斯的成名之作。在当时的科技条件下，合成音乐需要大量的体力劳动。卡洛斯和合作伙伴一起一个比特一个比特地将巴赫的经典曲目翻译成为了电子音乐。经过如此大的付出，卡洛斯所收获的回报也是巨大的。这张唱片成为第一张销量超过50万的经典黑胶唱片，并且获得了1969年的三项格莱美大奖。
《The Well-Tempered Synthesizer(1969)》、《Switched-On Bach II(1973)》《Switched-On Brandenburgs(1979) 》等的内容与《Switched-On Bach》类似，同样为对巴赫经典作品的重新合成演绎。其中第一部演绎了巴赫的作品《The Well-Tempered Clavier》，后两部共同演绎了巴赫的作品《勃兰登堡协奏曲》。值得一提的是，《Switched-On Brandenburgs》是以“温蒂卡洛斯”这个名字发布的第一部作品。
随着卡洛斯的不断积淀，她也逐渐开始创作自己的原创作品。其中一部分是一般的音乐专辑《Sonic Seasonings(1972)》、《Beauty in the Beast(1986)》等，另一部分是电影配乐的专辑：《A Clockwork Orange(1972)》、《Tron(1982)》等。在《Sonic Seasonings》中，卡洛斯录制了大量自然界中的声音，并以此了一年四季的变化。在当时，并没有类似环境、自然等方面音乐的先例，《Sonic Seasonings》也成为了后世几种音乐流派的起源。在《Beauty in the Beast》中，卡洛斯使用了交替音阶调音手法，其风格也受到的一些其它曲风如爵士乐等的影响。
1971年卡洛斯为电影《A Clockwork Orange》制作了电影配乐，其中一部分为卡洛斯自己自己创作的音乐，一部分为对贝多芬第九交响曲的电子合成。由于种种原因，这些音乐在电影中，只被使用到了一小部分，而卡洛斯将这些音乐重新整合，并发行了唱片《A Clockwork Orange》。《Tron》是卡洛斯为迪士尼的同名电影的电影原声配乐，这部原声配乐中，卡洛斯与美国UCLA合唱团合作，使电子合成音乐与真实的声音互相交融，相得益彰。
此外，卡洛斯的爱好十分广泛，除了音乐以外，比较有建树的要算对日蚀的拍摄了。她的这个爱好为专辑《Digital Moonscapes(1984)》提供了创作的灵感。在这部作品中，卡洛斯尝试了一些先进的电子音乐合成技术，并用电子合成器模拟了一整个交响乐团。她对这些新技术的尝试，在她后续的作品中，如《Beauty in the Beast (1986)》和《Tales of Heaven and Hell (1998)》起到了很大的帮助。

## 作品列表
年代 作品名称
- 1968	Switched-On Bach
- 1969	 Switched-On Brandenburgs, Volume 1
- 1969	 Switched-On Brandenburgs, Volume 2
- 1969	 The Well-Tempered Synthesizer
- 1972	 Clockwork Orange [Complete Original Score]
- 1972	 Sonic Seasonings

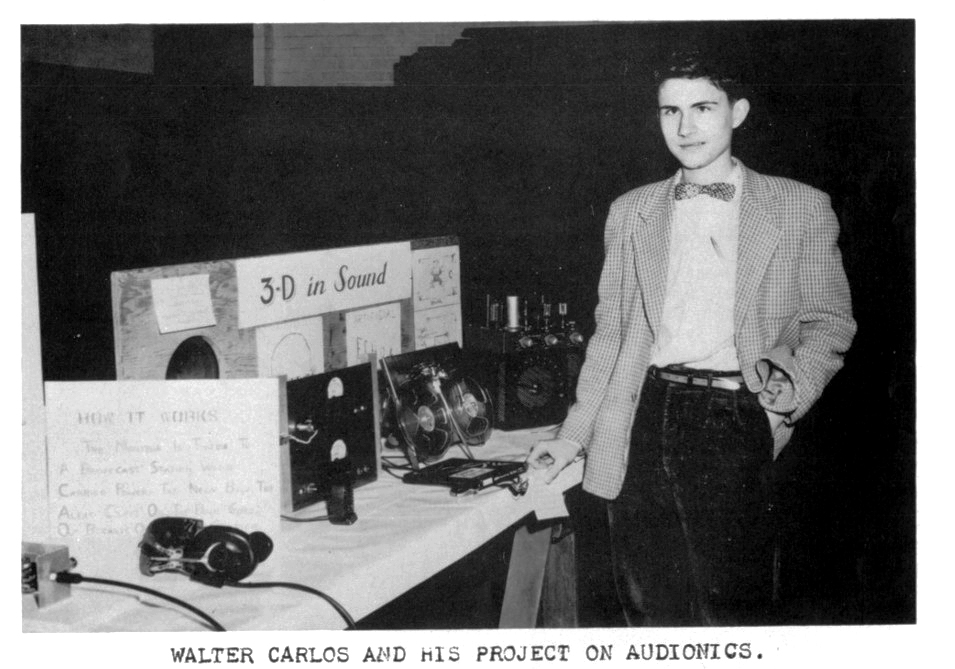
Wendy Carlos 1958.

- 1972	 Wendy Carlos: Clockwork Orange
- 1982	 Disney's TRON [Original Motion Picture Soundtrack]
- 1984	Digital Moonscapes
- 1986	Beauty in the Beast
- 1987	 Wendy Carlos: Secrets of Synthesis
- 1988	 Prokofiev: Peter and the Wolf/Carlos: The Carnival of Animals Part Two
- 1990	 Wendy Carlos: Secrets of Synthesis
- 1995	 Switched-On Bach 2000
- 1998	 Tales of Heaven & Hell
- 1999	 Switched-On Boxed Set
- 2001	 Switched-On Bach II
- 2003	 Wendy Carlos by Request
- 2004	 Switched-On Bach 2000
- 2006	 Rediscovering Lost Scores, Vol. 1

## 获奖情况
温蒂卡洛斯因1968年发行的《Switch-On Bach》而一举成名，也正是因为这张专辑，温蒂荣获1969年格莱美三项大奖：最佳演奏奖、最佳古典专辑奖、最佳古典录制技术奖。